# Luftwaffen-Sportverein Hamburg
Luftwaffen-Sportverein Hamburg (kortweg Luftwaffen-SV) was een succesvolle Duitse militaire voetbalclub tijdens de Tweede Wereldoorlog.

## Geschiedenis

### Legerclubs
LSV was een van de vele teams die tijdens de oorlog in het Derde Rijk opgericht werden. Verschillende clubs speelden enkel vriendschappelijke wedstrijden zoals het populaire Rote Jäger van commandant Hermann Graf. Andere clubs namen gewoon aan de Duitse competitie deel en hadden ook succes zoals Luftwaffen-SV Danzig, SG SS Straßburg, Mölders Krakau en Heeres-SV Groß Born.
De voetbalgekke commandanten van deze clubs zochten goede spelers voor hun clubs. Vele spelers namen een voorstel om bij de legerclub te komen spelen gretig aan omdat ze dan gespaard bleven van de frontlinie in de oorlog.

### Opmars LSV
De club werd op 8 december 1942 opgericht. Otto Faist werd trainer van de club. Faist had Schalke 04 in 1939 naar de titel geleid in de memorabele finale die de club met 9-0 won tegen SK Admira Wien. Thuiswedstrijden werden gespeeld in het stadion van SC Victoria Hamburg.
In 1943 nam de club deel aan de Tschammerpokal waar de club onder andere Holstein Kiel en Dresdner SC uitschakelde. In de finale stond de club tegenover First Vienna uit de Oostenrijkse hoofdstad Wenen (Oostenrijk was nu een Duitse provincie). Vienna won met 3-2 en won zo de laatste beker voor het einde van de Tweede Wereldoorlog. In het kamp van Vienna speelden Richard Dörfel en Rudolf Noack, twee Hamburgers. Noack zorgde met twee doelpunten ook voor de overwinning.
In 1943/44 werd de club in de Gauliga Hamburg opgenomen. LSV was oppermachtig en gaf in 18 wedstrijden slechts één punt weg (doelsaldo was 117-13). Hierdoor liet het grote clubs HSV, Victoria, Altona 93 en FC St. Pauli achter zich. Hierdoor plaatste de club zich voor de eindronde om de Duitse landstitel. Daar stootte de club door naar de finale waar het voor 70.000 toeschouwers tegen Dresdner SC speelde en met 0-4 verloor.
Het volgende seizoen speelde de club nog drie wedstrijden, die alle drie gewonnen werden, maar kort daarna werd de competitie gestaakt en de legerclub opgeheven.